# Slaven Bilić
Slaven Bilić ˈslaʋɛn ˈbiːlitɕ (Spalato, 11 settembre 1968) è un allenatore di calcio ed ex calciatore croato, di ruolo difensore.

## Biografia
Slaven Bilić possiede una laurea in legge e parla correttamente anche in lingua italiana, inglese e tedesca. Appassionato di musica hard rock e heavy metal, come hobby suona in una band di nome Rawbau. Il padre è un docente universitario di economia.

## Carriera

### Calciatore

#### Club
Slaven Bilić comincia a giocare a calcio nelle giovanili dell'Hajduk Spalato, squadra della sua città, dall'età di nove anni. L'esordio in prima squadra avviene nella stagione 1988-89 quando gioca tre partite mettendo anche a segno due reti. Dopo cinque stagioni da professionista, durante le quali conquista anche la vittoria del primo campionato croato dopo l'indipendenza nel 1991-92, Bilić passa al Karlsruhe per una cifra pari a 750.000 sterline, nell'estate del 1993.
Bilić rimane in Germania per quasi tre stagioni, durante le quali raggiunge con la squadra anche le semifinali di Coppa UEFA nella stagione 1993-94, dove il KSC viene eliminato dal Salisburgo.
Nel gennaio del 1996 passa per una cifra pari a 1,3 milioni di sterline al West Ham di Harry Redknapp, dove rimane per due stagioni. Nel marzo del 1997 l'Everton acquista per 4,5 milioni di sterline il cartellino del giocatore, ma Bilić decide di rimanere comunque a Londra fino al termine della stagione per aiutare la squadra a salvarsi dalla retrocessione, ricevendo in cambio dalla società anche un "premio fedeltà" di 200.000 sterline.
Raggiunta la salvezza con gli Hammers, il difensore croato passa all'Everton ad agosto. Nella sua prima stagione Bilić gioca con discreta regolarità, anche se i numerosi cartellini ricevuti lo costringono a saltare diverse partite per squalifica. Dopo i mondiali del 1998 disputati con la Nazionale croata, Bilić subisce uno strappo all'inguine che lo costringe a saltare la prima parte della stagione 1998-99, mentre nella parte rimanente gioca poche partite a causa anche di qualche altro infortunio.
Nel luglio del 1999 l'Everton decide di mettere fuori squadra Bilić, continuando pagarlo con 27.000 sterline a settimana, ma lasciandolo libero di giocare con la Nazionale e di abitare a Zagabria. Il 2 marzo 2000, due giorni dopo che la squadra aveva stabilito un conguaglio di un milione di sterline per lasciarlo libero, Bilić passa nuovamente all'Hajduk Spalato, dove poche settimane dopo conquista la sua seconda Coppa di Croazia e dove conclude la carriera nella stagione successiva.

#### Nazionale
Slaven Bilić esordisce con la maglia della Nazionale croata il 5 luglio 1992, nell'amichevole persa per 1-0 contro l'Australia a Melbourne. Nelle partite successive entra stabilmente nella rosa del commissario tecnico Miroslav Blažević, diventando uno dei due titolari al centro della difesa e qualificandosi con la squadra agli europei del 1996, dove la Croazia viene eliminata ai quarti dalla Nazionale tedesca, che successivamente si aggiudicherà il torneo.
Due anni dopo Bilić partecipa anche ai mondiali in Francia, dove la Croazia si afferma come squadra sorpresa del torneo, eliminando la Romania negli ottavi e la Germania nei quarti, fino ad affrontare la Francia in semifinale. In questa partita, persa dalla propria nazionale per 2-1, Bilić causa l'espulsione del capitano francese Laurent Blanc e la sua conseguente assenza dalla finale del torneo, accentuando le conseguenze di un fallo che l'arbitro giudica da cartellino rosso e attirando su di sé le critiche di alcuni organi di stampa che lo indicano, nell'occasione, come colpevole di simulazione. Vincendo poi la successiva partita contro l'Paesi Bassi, Bilić e compagni si classificano al terzo posto nella competizione.
Gioca la sua ultima partita il 4 settembre 1999 contro l'Irlanda, in una vittoria (1-0 il punteggio) che alla Croazia non basterà per arrivare seconda nel girone dietro alla Jugoslavia per qualificarsi a Euro 2000.
Complessivamente ha giocato 44 partite segnando 3 reti, tutte nelle qualificazioni a Francia '98, due alla Bosnia-Erzegovina in due sfide distinte (rispettivamente il 4-1 dell'andata sul neutro di Bologna e il 3-2 del ritorno a Zagabria), l'altra invece all'andata dei playoffs contro l'Ucraina segnando il primo dei due goal della squadra vittoriosa per 2-0 a Zagabria.

### Allenatore
Slaven Bilić, assieme ad Aljoša Asanović, comincia la propria carriera da allenatore guidando la Nazionale Under-21 croata nelle qualificazioni agli Europei di categoria del 2006. Dopo aver vinto il proprio girone di qualificazione, però, la Nazionale croata viene sconfitta ai playoff da quella di Serbia e Montenegro.
Il 25 luglio 2006 diventa allenatore della Nazionale maggiore, subentrando a Zlatko Kranjčar, e come suoi assistenti vengono nominati, tra gli altri, anche Aljoša Asanović, Robert Prosinečki, Nikola Jurčević e Marijan Mrmić. La prima partita della Nazionale sotto la guida di Bilić è l'amichevole del 16 agosto 2006 a Livorno contro l'Italia, terminata col punteggio di 0-2 in favore degli ospiti.
Il 17 novembre 2007, nonostante una sconfitta subita contro la Macedonia, raggiunge con la Nazionale croata la qualificazione agli Europei del 2008 con una giornata di anticipo. Nell'ultima partita del girone, disputatasi il 21 novembre successivo allo stadio di Wembley, i croati battono anche l'Inghilterra con il punteggio di 3-2, assicurandosi il primo posto nel girone e negando così anche la qualificazione alla squadra allenata da Steve McClaren. Durante Euro 2008 la squadra arriva prima nel girone davanti alla più quotata Germania; tuttavia ai quarti i croati vengono eliminati ai rigori dalla Turchia. Ha subito numerose critiche dopo la sua ammissione di caricare i suoi giocatori tramite l'ascolto di musica di estrema destra. Nel marzo del 2011, durante un'amichevole contro la Francia, Bilić ha avuto modo di chiarire con Laurent Blanc l'episodio citato in precedenza a distanza di ben 13 anni e sempre nello stesso stadio di Parigi durante la semifinale dei Mondiali del '98. Blanc, nel frattempo, era diventato commissario tecnico dei bleus. Bilić ha affermato di essersi scusato tardivamente poiché non c'era stata occasione in precedenza.
A fine Euro 2012, comunica alla federazione croata di lasciare la guida della nazionale dopo averla allenata per 6 anni.
A partire da luglio 2012 diventa ufficialmente il nuovo tecnico della Lokomotiv Mosca, club che milita nella Russian Premier League. Il 18 giugno 2013, dopo un deludente nono posto in campionato, Bilić lascia la panchina del Lokomotiv.
Il 28 giugno 2013 viene ingaggiato dal Beşiktaş, firmando un contratto triennale da 5 milioni di euro a stagione. Il 1º giugno 2015 lascia la panchina del club turco dopo aver conquistato due terzi posti in campionato.
Il 9 giugno 2015 viene ingaggiato dal West Ham Utd. Dopo un settimo e un undicesimo posto, il suo terzo anno è negativo e viene esonerato il 6 novembre 2017 con la squadra al terzultimo posto in classifica.
Il 27 settembre 2018 diventa il nuovo tecnico dell'Al-Ittihad.
Dal 2019 il tecnico croato è passato sulla panchina del West Bromwich. Nel mese di marzo 2020 è stato eletto come migliore allenatore del mese di febbraio della EFL.
Il 15 dicembre 2020 viene esonerato nonostante il prezioso punto salvezza ottenuto sul campo del Manchester City, facendo posto a Sam Allardyce.
Il 6 gennaio 2021 intraprende la sua seconda esperienza asiatica da allenatore, venendo ingaggiato dal club cinese del Beijing Guoan, squadra della Chinese Super League. L'8 gennaio 2022 rescinde consensualmente il contratto con il club cinese.
Il 26 settembre 2022 ritorna in Inghilterra, dove viene ingaggiato dal Watford, con cui sottoscrive un contratto di 18 mesi, andando a sostituire l'esonerato Rob Edwards.
Il 2 ottobre fa il suo debutto con i The Hornets in occasione della larga vittoria in casa del Stoke City (0-4). Dopo essere rimasto in carica per 25 partite, con la squadra al nono posto, il 7 marzo 2023 la società decide di esonerarlo insieme a tutto il suo staff

## Statistiche

### Cronologia presenze e reti in nazionale
| Cronologia completa delle presenze e delle reti in nazionale ― Croazia | Cronologia completa delle presenze e delle reti in nazionale ― Croazia | Cronologia completa delle presenze e delle reti in nazionale ― Croazia | Cronologia completa delle presenze e delle reti in nazionale ― Croazia | Cronologia completa delle presenze e delle reti in nazionale ― Croazia | Cronologia completa delle presenze e delle reti in nazionale ― Croazia | Cronologia completa delle presenze e delle reti in nazionale ― Croazia | Cronologia completa delle presenze e delle reti in nazionale ― Croazia |
| Data                                                                   | Città                                                                  | In casa                                                                | Risultato                                                              | Ospiti                                                                 | Competizione                                                           | Reti                                                                   | Note                                                                   |
| ---------------------------------------------------------------------- | ---------------------------------------------------------------------- | ---------------------------------------------------------------------- | ---------------------------------------------------------------------- | ---------------------------------------------------------------------- | ---------------------------------------------------------------------- | ---------------------------------------------------------------------- | ---------------------------------------------------------------------- |
| 5-7-1992                                                               | Melbourne                                                              | Australia                                                              | 1 – 0                                                                  | Croazia                                                                | Amichevole                                                             | -                                                                      |                                                                        |
| 8-7-1992                                                               | Adelaide                                                               | Australia                                                              | 3 – 1                                                                  | Croazia                                                                | Amichevole                                                             | -                                                                      | 67’                                                                    |
| 12-7-1992                                                              | Sydney                                                                 | Australia                                                              | 0 – 0                                                                  | Croazia                                                                | Amichevole                                                             | -                                                                      | 80’                                                                    |
| 22-10-1992                                                             | Zagabria                                                               | Croazia                                                                | 3 – 0                                                                  | Messico                                                                | Amichevole                                                             | -                                                                      |                                                                        |
| 23-3-1994                                                              | Valencia                                                               | Spagna                                                                 | 0 – 2                                                                  | Croazia                                                                | Amichevole                                                             | -                                                                      |                                                                        |
| 18-5-1994                                                              | Győr                                                                   | Ungheria                                                               | 2 – 2                                                                  | Croazia                                                                | Amichevole                                                             | -                                                                      |                                                                        |
| 4-6-1994                                                               | Zagabria                                                               | Croazia                                                                | 0 – 0                                                                  | Argentina                                                              | Amichevole                                                             | -                                                                      |                                                                        |
| 4-9-1994                                                               | Tallinn                                                                | Estonia                                                                | 0 – 2                                                                  | Croazia                                                                | Qual. Euro 1996                                                        | -                                                                      |                                                                        |
| 9-10-1994                                                              | Zagabria                                                               | Croazia                                                                | 1 – 0                                                                  | Lituania                                                               | Qual. Euro 1996                                                        | -                                                                      |                                                                        |
| 16-11-1994                                                             | Palermo                                                                | Italia                                                                 | 1 – 2                                                                  | Croazia                                                                | Qual. Euro 1996                                                        | -                                                                      |                                                                        |
| 25-3-1995                                                              | Zagabria                                                               | Croazia                                                                | 4 – 0                                                                  | Ucraina                                                                | Qual. Euro 1996                                                        | -                                                                      |                                                                        |
| 29-3-1995                                                              | Vilnius                                                                | Lituania                                                               | 0 – 0                                                                  | Croazia                                                                | Qual. Euro 1996                                                        | -                                                                      |                                                                        |
| 26-4-1995                                                              | Zagabria                                                               | Croazia                                                                | 2 – 0                                                                  | Slovenia                                                               | Qual. Euro 1996                                                        | -                                                                      |                                                                        |
| 11-6-1995                                                              | Kiev                                                                   | Ucraina                                                                | 1 – 0                                                                  | Croazia                                                                | Qual. Euro 1996                                                        | -                                                                      |                                                                        |
| 3-9-1995                                                               | Zagabria                                                               | Croazia                                                                | 7 – 1                                                                  | Estonia                                                                | Qual. Euro 1996                                                        | -                                                                      | 72’                                                                    |
| 15-11-1995                                                             | Lubiana                                                                | Slovenia                                                               | 1 – 2                                                                  | Croazia                                                                | Qual. Euro 1996                                                        | -                                                                      |                                                                        |
| 13-3-1996                                                              | Zagabria                                                               | Croazia                                                                | 3 – 0                                                                  | Corea del Sud                                                          | Amichevole                                                             | -                                                                      |                                                                        |
| 26-3-1996                                                              | Varaždin                                                               | Croazia                                                                | 2 – 0                                                                  | Israele                                                                | Amichevole                                                             | -                                                                      |                                                                        |
| 10-4-1996                                                              | Osijek                                                                 | Croazia                                                                | 4 – 1                                                                  | Ungheria                                                               | Amichevole                                                             | -                                                                      | 46’                                                                    |
| 24-4-1996                                                              | Londra                                                                 | Inghilterra                                                            | 0 – 0                                                                  | Croazia                                                                | Amichevole                                                             | -                                                                      |                                                                        |
| 2-6-1996                                                               | Dublino                                                                | Irlanda                                                                | 2 – 2                                                                  | Croazia                                                                | Amichevole                                                             | -                                                                      |                                                                        |
| 11-6-1996                                                              | Nottingham                                                             | Turchia                                                                | 0 – 1                                                                  | Croazia                                                                | Euro 1996 - 1º turno                                                   | -                                                                      |                                                                        |
| 16-6-1996                                                              | Sheffield                                                              | Croazia                                                                | 3 – 0                                                                  | Danimarca                                                              | Euro 1996 - 1º turno                                                   | -                                                                      |                                                                        |
| 19-6-1996                                                              | Nottingham                                                             | Croazia                                                                | 0 – 3                                                                  | Portogallo                                                             | Euro 1996 - 1º turno                                                   | -                                                                      |                                                                        |
| 23-6-1996                                                              | Manchester                                                             | Germania                                                               | 2 – 1                                                                  | Croazia                                                                | Euro 1996 - Quarti di finale                                           | -                                                                      |                                                                        |
| 8-10-1996                                                              | Bologna                                                                | Bosnia ed Erzegovina                                                   | 1 – 4                                                                  | Croazia                                                                | Qual. Mondiali 1998                                                    | 1                                                                      | 90’                                                                    |
| 10-11-1996                                                             | Zagabria                                                               | Croazia                                                                | 1 – 1                                                                  | Grecia                                                                 | Qual. Mondiali 1998                                                    | -                                                                      | 80’                                                                    |
| 29-3-1997                                                              | Spalato                                                                | Croazia                                                                | 1 – 1                                                                  | Danimarca                                                              | Qual. Mondiali 1998                                                    | -                                                                      |                                                                        |
| 2-4-1997                                                               | Spalato                                                                | Croazia                                                                | 3 – 3                                                                  | Slovenia                                                               | Qual. Mondiali 1998                                                    | -                                                                      |                                                                        |
| 30-4-1997                                                              | Salonicco                                                              | Grecia                                                                 | 0 – 1                                                                  | Croazia                                                                | Qual. Mondiali 1998                                                    | -                                                                      |                                                                        |
| 6-9-1997                                                               | Zagabria                                                               | Croazia                                                                | 3 – 2                                                                  | Bosnia ed Erzegovina                                                   | Qual. Mondiali 1998                                                    | 1                                                                      |                                                                        |
| 10-9-1997                                                              | Copenaghen                                                             | Danimarca                                                              | 3 – 1                                                                  | Croazia                                                                | Qual. Mondiali 1998                                                    | -                                                                      |                                                                        |
| 11-10-1997                                                             | Lubiana                                                                | Slovenia                                                               | 1 – 3                                                                  | Croazia                                                                | Qual. Mondiali 1998                                                    | -                                                                      |                                                                        |
| 29-10-1997                                                             | Zagabria                                                               | Croazia                                                                | 2 – 0                                                                  | Ucraina                                                                | Qual. Mondiali 1998                                                    | 1                                                                      | 90’                                                                    |
| 22-4-1998                                                              | Osijek                                                                 | Croazia                                                                | 4 – 1                                                                  | Polonia                                                                | Amichevole                                                             | -                                                                      | 75’                                                                    |
| 29-5-1998                                                              | Pola                                                                   | Croazia                                                                | 1 – 2                                                                  | Slovacchia                                                             | Amichevole                                                             | -                                                                      | 70’                                                                    |
| 14-6-1998                                                              | Lens                                                                   | Giamaica                                                               | 1 – 3                                                                  | Croazia                                                                | Mondiali 1998 - 1º turno                                               | -                                                                      |                                                                        |
| 20-6-1998                                                              | Lens                                                                   | Giappone                                                               | 0 – 1                                                                  | Croazia                                                                | Mondiali 1998 - 1º turno                                               | -                                                                      |                                                                        |
| 26-6-1998                                                              | Bordeaux                                                               | Argentina                                                              | 1 – 0                                                                  | Croazia                                                                | Mondiali 1998 - 1º turno                                               | -                                                                      | 20’                                                                    |
| 30-6-1998                                                              | Bordeaux                                                               | Romania                                                                | 0 – 1                                                                  | Croazia                                                                | Mondiali 1998 - Ottavi di finale                                       | -                                                                      | 70’                                                                    |
| 4-7-1998                                                               | Lione                                                                  | Germania                                                               | 0 – 3                                                                  | Croazia                                                                | Mondiali 1998 - Quarti di finale                                       | -                                                                      |                                                                        |
| 8-7-1998                                                               | Saint-Denis                                                            | Francia                                                                | 2 – 1                                                                  | Croazia                                                                | Mondiali 1998 - Semifinale                                             | -                                                                      |                                                                        |
| 11-7-1998                                                              | Parigi                                                                 | Paesi Bassi                                                            | 1 – 2                                                                  | Croazia                                                                | Mondiali 1998 - Finale 3º posto                                        | -                                                                      |                                                                        |
| 4-9-1999                                                               | Zagabria                                                               | Croazia                                                                | 1 – 0                                                                  | Irlanda                                                                | Qual. Euro 2000                                                        | -                                                                      | 46’                                                                    |
| Totale                                                                 |                                                                        | Presenze                                                               | 44                                                                     |                                                                        | Reti                                                                   | 3                                                                      |                                                                        |

### Statistiche da allenatore

#### Club
Statistiche aggiornate al 24 luglio 2020
| Stagione             | Squadra              | Campionato           | Campionato | Campionato | Campionato | Campionato | Coppe nazionali | Coppe nazionali | Coppe nazionali | Coppe nazionali | Coppe nazionali | Coppe continentali | Coppe continentali | Coppe continentali | Coppe continentali | Coppe continentali | Altre coppe | Altre coppe | Altre coppe | Altre coppe | Altre coppe | Totale | Totale | Totale | Totale | % Vittorie | Piazzamento |
| Stagione             | Squadra              | Comp                 | G          | V          | N          | P          | Comp            | G               | V               | N               | P               | Comp               | G                  | V                  | N                  | P                  | Comp        | G           | V           | N           | P           | G      | V      | N      | P      | %          | Piazzamento |
| -------------------- | -------------------- | -------------------- | ---------- | ---------- | ---------- | ---------- | --------------- | --------------- | --------------- | --------------- | --------------- | ------------------ | ------------------ | ------------------ | ------------------ | ------------------ | ----------- | ----------- | ----------- | ----------- | ----------- | ------ | ------ | ------ | ------ | ---------- | ----------- |
| nov. 2001-2002       | Hajduk Spalato       | 1.HNL                | 16         | 10         | 4          | 2          | HNK             | -               | -               | -               | -               | UCL+CU             | -                  | -                  | -                  | -                  | -           | -           | -           | -           | -           | 16     | 10     | 4      | 2      | 62,50      | Sub. 2º     |
| 2012-2013            | Lokomotiv Mosca      | PL                   | 30         | 12         | 7          | 11         | KR              | 2               | 1               | 0               | 1               | -                  | -                  | -                  | -                  | -                  | -           | -           | -           | -           | -           | 32     | 13     | 7      | 12     | 40,63      | 9º          |
| 2013-2014            | Beşiktaş             | SL                   | 34         | 17         | 11         | 6          | TK              | 1               | 0               | 0               | 1               | UEL                | 2                  | 1                  | 0                  | 1                  | -           | -           | -           | -           | -           | 37     | 18     | 11     | 8      | 48,65      | 3º          |
| 2014-2015            | Beşiktaş             | SL                   | 34         | 21         | 6          | 7          | TK              | 7               | 3               | 1               | 3               | UCL+UEL            | 4+10               | 2+4                | 1+3                | 1+3                | -           | -           | -           | -           | -           | 55     | 30     | 11     | 14     | 54,55      | 3º          |
| Totale Beşiktaş      | Totale Beşiktaş      | Totale Beşiktaş      | 68         | 38         | 17         | 13         |                 | 8               | 3               | 1               | 4               |                    | 16                 | 7                  | 4                  | 5                  |             | -           | -           | -           | -           | 92     | 48     | 22     | 22     | 52,17      |             |
| 2015-2016            | West Ham Utd         | PL                   | 38         | 16         | 14         | 8          | FACup+CdL       | 6+1             | 3+0             | 2+0             | 1+1             | UEL                | 6                  | 3                  | 1                  | 2                  | -           | -           | -           | -           | -           | 51     | 22     | 17     | 12     | 43,14      | 7º          |
| 2016-2017            | West Ham Utd         | PL                   | 38         | 12         | 9          | 17         | FACup+CdL       | 1+3             | 0+2             | 0+0             | 1+1             | UEL                | 4                  | 1                  | 1                  | 2                  | -           | -           | -           | -           | -           | 46     | 16     | 10     | 20     | 34,78      | 11º         |
| ago.-nov. 2017       | West Ham Utd         | PL                   | 11         | 2          | 3          | 6          | FACup+CdL       | 0+2             | 2               | 0               | 0               | -                  | -                  | -                  | -                  | -                  | -           | -           | -           | -           | -           | 13     | 4      | 3      | 6      | 30,77      | Eson.       |
| Totale West Ham      | Totale West Ham      | Totale West Ham      | 87         | 30         | 26         | 31         |                 | 13              | 7               | 2               | 4               |                    | 10                 | 4                  | 2                  | 4                  |             | -           | -           | -           | -           | 110    | 41     | 30     | 39     | 37,27      |             |
| ott. 2018-feb. 2019  | Al-Ittihād           | SPL                  | 16         | 3          | 5          | 8          | CC              | 1               | 1               | 0               | 0               | -                  | -                  | -                  | -                  | -                  | -           | -           | -           | -           | -           | 17     | 4      | 5      | 8      | 23,53      | Sub., Eson. |
| 2019-2020            | West Bromwich        | FLC                  | 46         | 22         | 17         | 7          | FACup+CdL       | 3+1             | 2+0             | 0+0             | 1+1             | -                  | -                  | -                  | -                  | -                  | -           | -           | -           | -           | -           | 50     | 24     | 17     | 9      | 48,00      | 2º (prom.)  |
| 2020-dic. 2021       | West Bromwich        | PL                   | 13         | 1          | 3          | 9          | FACup+CdL       | 0+2             | 1               | 1               | 0               | -                  | -                  | -                  | -                  | -                  | -           | -           | -           | -           | -           | 15     | 2      | 4      | 9      | 13,33      | Eson.       |
| Totale West Bromwich | Totale West Bromwich | Totale West Bromwich | 59         | 23         | 20         | 16         |                 | 6               | 3               | 1               | 2               |                    | -                  | -                  | -                  | -                  |             | -           | -           | -           | -           | 65     | 26     | 21     | 18     | 40,00      |             |
| 2021                 | Beijing Guoan        | CSL                  | 22         | 9          | 5          | 8          | CC              | 1               | 0               | 1               | 0               | -                  | -                  | -                  | -                  | -                  | -           | -           | -           | -           | -           | 23     | 9      | 6      | 8      | 39,13      | 5°          |
| set. 2022-mar. 2023  | Watford              | FLC                  | 25         | 10         | 7          | 8          | FACup+CdL       | 1+0             | 0+0             | 0+0             | 1+0             | -                  | -                  | -                  | -                  | -                  | -           | -           | -           | -           | -           | 26     | 10     | 8      | 8      | 38,46      | Sub, Eson   |
| 2023-2024            | Al-Fateh             | SPL                  | 34         | 12         | 9          | 13         | KCC             | 2               | 1               | 0               | 1               | -                  | -                  | -                  | -                  | -                  | -           | -           | -           | -           | -           | 36     | 13     | 9      | 14     | 36,11      | 7°          |
| Totale carriera      | Totale carriera      | Totale carriera      | 357        | 147        | 100        | 110        |                 | 34              | 16              | 5               | 13              |                    | 26                 | 11                 | 6                  | 9                  |             | -           | -           | -           | -           | 417    | 174    | 112    | 131    | 41,73      |             |

#### Nazionale
| Croazia U21 | Croazia (bandiera) | 2004 | 2006 | 19 | 8 | 4 | 7 | 42,11 |

| Croazia | Croazia (bandiera) | luglio 2006 | luglio 2012 | 65 | 42 | 15 | 8 | 64,62 |

## Palmarès

### Giocatore
- Coppa di Jugoslavia: 1

Hajduk Spalato: 1991
- Campionato croato: 2

Hajduk Spalato: 1992, 2000-2001
- Supercoppa di Croazia: 1

Hajduk Spalato: 1992
- Coppa di Croazia: 2

Hajduk Spalato: 1993, 2000

## Riconoscimenti
- Premio nazionale per lo sport "Franjo Bučar": 2007